# Крій
Крій або Кріос (дав.-гр. Κρεῖος) — в давньогрецькій міфології титан старшого покоління, син Урана та Геї. Божество лідерства і домашніх тварин, що асоціювався з бараном. Від доньки Понта Еврибії мав дітей: Астрея, Перса і Палланта.
Павсаній описував у праці «Опис Еллади» дві річки, названі на честь Крія.

## Крій у міфах
Крій, як і всі титани та гекатонхейри, був народжений богинею землі Геєю від бога неба Урана. Бог неба боявся великої сили титанів і скидав їх до безодні Тартару в глибинах Землі. Разом з іншими титанами не наважився повстати проти Урана за намовою Геї та був звільнений своїм молодшим братом Кроносом, коли той власноруч скинув батька.
Крій одружився з донькою Геї-землі і Понта-моря Еврибією, яка народила від нього молодших титанів Астрея, Палланта і Перса.
За боротьбу проти олімпійських богів Крія було ув'язнено в Тартарі.